# Алдимир
Алдимир (бугарски: Алдимир) или Елтимир (умро после 1305) је био бугарски племић крајем 13. и почетком 14. века. Припадник је династије Тертер. Био је млађи брат бугарског цара Ђорђа I Тертера. Владао је Кранском деспотовином током братовљеве владавине и дуго након ње. Алдимир је присиљен бежати у изгнанство по доласку Смилеца на власт. Почетком 14. века Алдимир се вратио у Бугарску и ступио у службу Смилецове удовице Смилецине. Касније ступа у службу Теодора Светослава, али се убрзо придружио Византинцима против новог цара. Теодор Светослав му је одузео територије након чега Алдимир нестаје са историјске сцене.

## Биографија
Као и његов брат Ђорђе, и Алдимир је био куманског порекла. Бугарски историчар Пламен Павлов мишљења је да су Алдимирови преци потражили уточиште у Бугарској после 1241. године, када су напустили Угарско краљевство током побуне. Браћа су вероватно пореклом од куманске династије Тертерова, а владар Котен је њихов рођак или чак директни предак. Павлов такође тумачи Алдимирово име наводећи да оно на куманском језику значи "загрејан гвожђем". Алдимиров значај расте доласком његовог старијег брата Ђорђа на бугарски престо 1280. године. Ђорђе је владао до 1292. године. Током братовљеве владавине, Алдимир је носио високу деспотску титулу. Амерички историчар Џон ван Антверп Фајн верује да је тада добио и своју апанажу. Међутим, територијама које је добио владао је и дуго након завршетка Ђорђеве владавине, до око 1298. године. За разлику од суседног Смилеца, Алдимир је остао веран бугарском цару. Његова држава била је повезана са Трновом. Алдимирове територије простирале су се око данашњег Сливена, на истоку до Казанлака, а на западу до Карлова. Највећи град на овој територији био је Кран.
Након Ђорђеве абдикације, Алдимир мора да бежи у изгнанство. Могуће да је са братом побегао у Византију, иако се населио на просторе Златне хорде недуго затим. Могуће да се вратио у Бугарску уз одобрење Монгола (1298). Владавина Смилеца (1292—1298) тада је била завршена, а царство је било у рукама детета, цара Јована II који је био малолетан, те је државом управљала Смилецова удовица Смилецина. Алдимир је обећао своју лојалност Смилецини, те му је она вратила раније територије. Како би учврстио своју власт над Краном, Алдимир је оженио Смилецину ћерку, принцезу Марину, вероватно крајем 1298. године. Именовањем Алдимира за деспота Крана, Смилецина је осигурала своје земље од браће Радослава и Војсила, који су из Византије деловали против бугарских власти. Алдимир је током Смилециног регентства био један од најутицајнијих људи у Бугарској. Теодор Метохит пише да је Алдимир тада био десна рука Смилецине. Могуће да је био уплетен и у преговоре између Србије и Византије око склапања брака између Милутина Немањића и Андроникове ћерке Симониде.
Године 1299, Ђорђев син и Алдимиров нећак Теодор Светослав (1300-1322), легитимни наследник престола, напао је бугарску уз помоћ монголске војске. Вест о нападу била је довољна да натера Смилецину и Јована да побегну у Кранску деспотовину пре него што је Теодор Светослав са војском дошао до самог Трнова. Алдимир је пружио уточиште Смилецини и Јовану. Следеће, 1300. године је Смилецов брат, севастократор Радослав, на челу византијских трупа, подржао кампању против Алдимира. Међутим, у сукобу са Алдимиром, Радослав је поражен и заробљен. Алдимир га је ослепео и приморао да се вратио у Солун, док су остали византијски генерали послати као заробљеници Теодору Светославу. Овим чином Алдимир је доказао своју верност новом бугарском цару који га је наградио новом апанажом. Кранска деспотовина проширена је на истоку обухватајући и тврђаве Јамбол и Ларадеју, близу данашњег Карнобата.
Иако је Алдимир био формално лојалан Теодору Светославу, присуство Смилецине и Јована на његовом двору бугарски цар видео је као претњу. Поред тога, Алдимир је можда гајио жељу да се лично домогне престола. После победе Теодора Светослава над византијском војском у бици код Скафиде 1304. године, Алдимир је пришао Византинцима са предлогом о савезу против бугарског цара. Алдимир је првобитно остао непријатељски расположен према византијским снагама које су ушле на његове територије 1305. године, али је до краја те године променио страну и пришао Византинцима против Теодора Светослава. Бугарски цар одузео му је апанажу и поново успоставио своју директну власт над Краном. Алдимир је можда убијен током ове кампање, јер се даље не помиње у историјским изворима. Његова удовица Марија и његов син, Јован Драгушин, успели су да побегну у Србију где се Маријина сестра Теодора удала за Стефана Дечанског. Након што је на српски престо дошао Стефан Душан, он је свог рођака Јована Драгушина поставио за владара у Македонији. Ктиторски портрети Марије и Јована Драгушина постоје у манастиру Полошко код Кавадарција, где је Јован сахрањен пре 1340. године.